# Hinnerup
Hinnerup és una ciutat danesa de la península de Jutlàndia, és la capital del del municipi de Favrskov que forma part de la regió de Midtjylland, ambdós creats l'1 de gener del 2007 com a part d'una reforma territorial.
La ciutat és al nord d'Århus i funciona com un suburbi d'aquesta ciutat. Hinnerup va sorgir el 1862 amb l'estació de ferrocarril, el 1967 es va crear el municipi homònim, que desapareixeria l'1 de gener del 2007 en integrar-se a l'actual municipi de Favrskov.